# تقرير ليتون

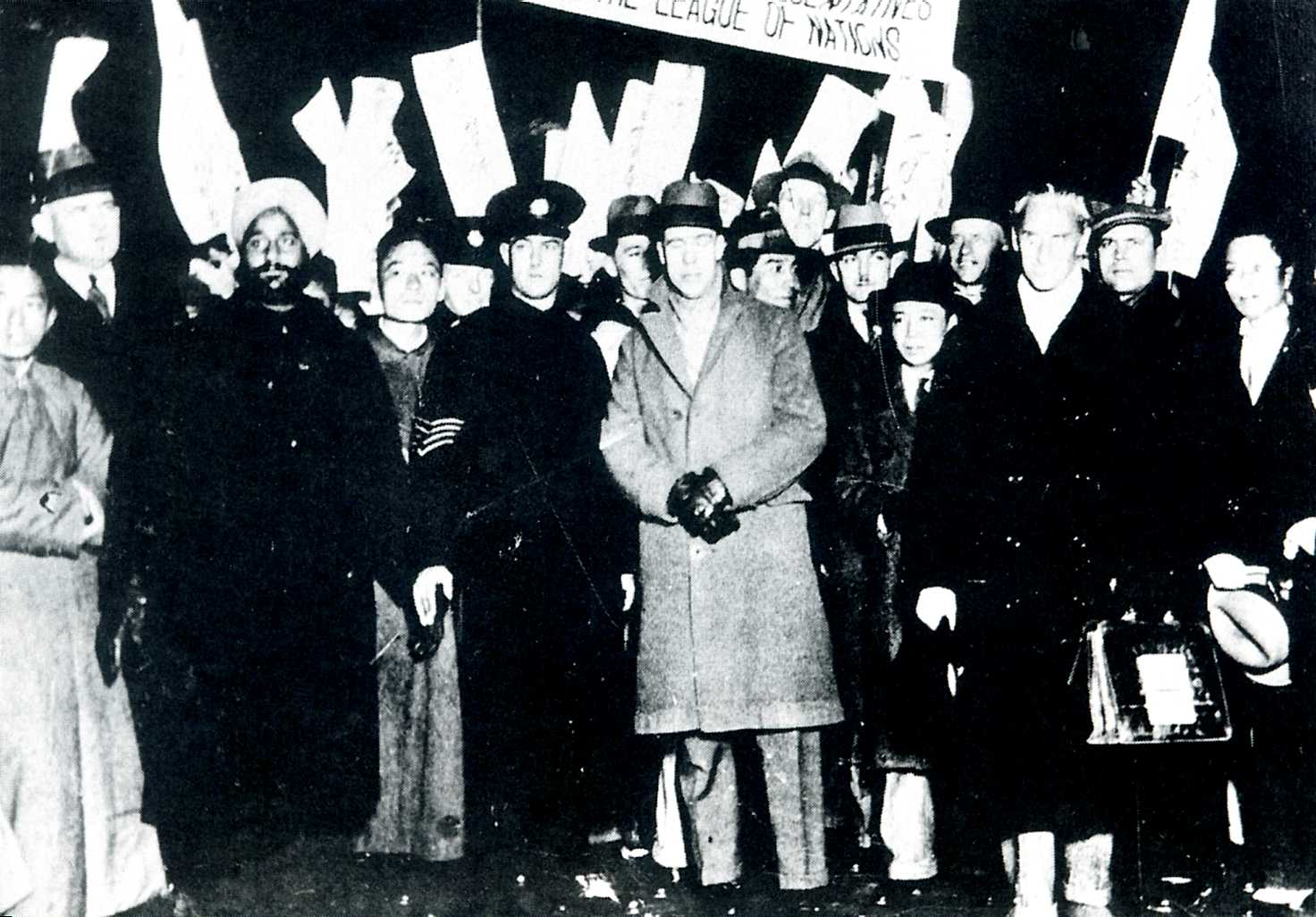
أعضاء لجنة ليتون في شانغهاي (اللورد ليتون يرتدي معطف في منتصف الصورة).

تقرير ليتون هو تقرير أعدته لجنة تابعة لعصبة الأمم في ديسمبر 1931، في محاولة لتحديد أسباب حادثة موكدين، والتي أدت إلى لاحتلال اليابان لمنشوريا.

## اللجنة
ترأس اللجنة فيكتور بولوير-ليتون إيرل ليتون في المملكة المتحدة، وضمت أربعة آخرين، واحد من الولايات المتحدة (الجنرال فرانك روس مكوي)، وألمانيا (الدكتور هاينريش شني)، وإيطاليا (الكونت ألدروفاندي-ماريسكوتي)، وفرنسا (الجنرال هنري كلوديل). أمضت المجموعة ستة أسابيع في مانشوريا في ربيع عام 1932، في مهمة لتقصي الحقائق، وبعد اجتماع مع قادة الحكومة في جمهورية الصين وفي اليابان. كان من المأمول أن يساعد تقرير اللجنة على نزع فتيل القتال المتصاعد بين اليابان والصين، وبالتالي الحفاظ على السلام والاستقرار في الشرق الأقصى.

## تقرير ليتون

لجنة ليتون، التي درست على مدى انفجارات القطار.

ضم التقرير وصف لوضع مانشوريا قبل سبتمبر 1931، إلا أنه كان غير مرضي للإدارة الصينية، وأعطي وزنًا لمختلف المطالبات اليابانية. ثم انتقل إلى السرد المتلاحق للأحداث في مانشوريا حتى 18 سبتمبر 1931، استنادا إلى الأدلة وشهود العيان. ووصفت النقاط البارزة في معركة شانغهاي. وكرست اهتمامًا خاصًا لضرورة تأسيس دولة مانشوكو، والتي سبق أن أعلنت في الوقت الذي وصلت فيه اللجنة إلى مانشوريا. كما أوضحت مسألة المصالح الاقتصادية لليابان في كل من مانشوريا والصين عامةً، ونتائج وآثار المقاطعة الصينية للمنتجات اليابانية، إضافة إلى توضيح المصالح الروسية في المنطقة. وفي النهاية، قدمت اللجنة دراسة للأوضاع، وقدمت اقتراحات مختلفة حول كيفية التوصل إلى اتفاق.
بيد أن التقرير لم يتطرق بشكل مباشر إلى أحد أهدافه الرئيسية، وهي سبب حادثة موكدين. بدلاً من ذلك، قالت بأن موقف اليابانيين سببه الصينيين، دون أي تعليق حول حقيقة أو زيف الادعاءات اليابانية. ورغم يقين أعضاء اللجنة الخمسة أن اليابان متجنيّة، أصر كلوديل (المندوب الفرنسي) أنه لا يجب تصوير اليابان في صورة المعتدي.
على الرغم من الحرص على الحفاظ على الحياد بين ادعاءات الصين واليابان، كان التقرير بمثابة تبرئة للصينيين من الاتهامات الأساسية. وخاصة، بعدما ذكرت اللجنة أن عمليات الجيش الإمبراطوري الياباني التالية لحادثة موكدين لا يمكن اعتبارها دفاع مشروع عن النفس. وفيما يتعلق بمانشوكو، خلص التقرير إلى أنه لا يمكن للدولة الجديدة التي تم تشكيلها البقاء دون وجود القوات اليابانية، وأنه ليس لديها دعم عام صيني، وأنها ليست جزءً من حركة مستقلة حقيقية.

## النتائج
في سبتمبر 1932، حتى قبل الإعلان الرسمي عن نتائج تقرير ليتون في 2 أكتوبر 1932، اعترفت حكومة اليابان رسميًا بالحكومة العميلة في مانشوكو. وعندما تم الإعلان عن النتائج التي تم التوصل إليها أمام الجمعية العامة لعصبة الأمم، بدأت هناك أصوات تطالب بإدانة اليابان باعتبارها المعتدي. وفي فبراير 1933، انسحب الوفد الياباني برئاسة السفير يوسوكي ماتسوكا، وأخطرت اليابان رسميًا بانسحابها من عصبة الأمم في 27 مارس 1933.
أظهر تقرير ليتون ضعف عصبة الأمم، وعدم قدرتها على تنفيذ قراراتها. وكان الوضع معقد بسبب طول الوقت الذي استغرقته لجنة ليتون لإعداد تقريرها، وخلال ذلك الوقت، كانت اليابان قادرة على تأمين سيطرتها بقوة على مانشوريا، وبالتالي كانت قادرة على رفض إدانة عصبة الأمم والإفلات من العقاب.

## وصلات خارجية
- US History.com site